# Balsam AG
Das Unternehmen Balsam AG im westfälischen Steinhagen bei Bielefeld steht für einen der schwersten Fälle von Wirtschaftskriminalität in der Geschichte der Bundesrepublik Deutschland. Er wurde ebenso wie die Schneider-Affäre im Jahr 1994 aufgedeckt.

## Das Unternehmen
Die Balsam AG wurde 1965 von Friedel Balsam begründet. Balsam startete unternehmerisch mit einem geliehenen Kapital von 7000 DM. In der Folgezeit entstand ein florierendes mittelständisches Unternehmen, das mit über 1000 Mitarbeitern für dreistellige Millionenumsätze sorgte und zum weltgrößten Sportbodenhersteller avancierte. Die Balsam AG konzentrierte sich auf die Ausstattung von Stadien, Tennisplätzen, Turnhallen und Laufparcours mit Böden und Kunstrasen. Die Firma war bei den Olympischen Spielen und Weltmeisterschaften vertreten. Der Erfolg gipfelte letztlich in der Weltmarktführerschaft Mitte der 1980er Jahre. Dieser Erfolg resultierte aus einer aggressiven und von der Konkurrenz gefürchteten Dumpingpreis-Politik des Unternehmens. Mitstreiter des Branchenfeldes wurden sukzessive aufgekauft oder vom Markt verdrängt.

## Der Betrug und die Vorgehensweise
Innerhalb von zehn Jahren kaufte die Balsam AG zwei Dutzend Konkurrenten auf. Die Aufkäufe der Wettbewerber verliefen außerhalb jeder ordnungsgemäßen finanziellen Kontrolle. Dies führte dazu, dass Friedel Balsam – nach seinen eigenen Aussagen im Prozess – die eigenen Kosten „völlig aus dem Auge“ verlor. Die Geschäftszahlen waren negativ und im Firmenhaushalt klafften Löcher. Die Balsam AG vernachlässigte sowohl die Rentabilität der Zukäufe als auch die eigene Liquidität. Grund war die einseitige wirtschaftliche Fokussierung auf Umsatzwachstum und Unternehmensgröße. Dabei wurden Vergleiche mit den unternehmerischen Machenschaften von Horst-Dieter Esch mit seinem 1984 in Konkurs gegangenen IBH-Imperium gezogen.
Diese einseitige Fokussierung veranlasste den Balsam-Buchhalter Klaus-Detlev Schlienkamp in Absprache mit Friedel Balsam zur Benutzung von Tricks, um dies zu verschleiern. Er baute dabei auf seine Kontakte zum Finanzierungsdienstleister Procedo Gesellschaft für Exportfactoring D. Klindworth mbH (kurz: Procedo) in Wiesbaden, deren Spezialgebiet das Factoring war. Das Prinzip des Factoring ist einfach: Der Finanzdienstleister vergibt einem Unternehmen einen Kredit, sobald es eine Zahlung erwartet, was einem Vorschuss ähnelt. Der Kredit wird an den Finanzdienstleister zurückgezahlt, sobald die Forderung getilgt ist. Es handelte sich um sogenanntes unechtes Factoring, denn die Forderungen wurden an Procedo nicht verkauft, das Delkredererisiko verblieb somit bei der Balsam AG, was sich als fatal herausstellen sollte. Nach anfänglich korrekter Abwicklung im Sinne der Bestimmungen weitete Schlienkamp die Möglichkeiten eines schnelleren Zahlungseingangs dahingehend aus, dass er überhöhte Rechnungsbeträge bei Procedo angab, was dann das Kreditierungsvolumen steigerte. Dies war ab Mitte der 1980er-Jahre erforderlich, um die immer größer werdenden Finanzlöcher bei Balsam zu stopfen. Die Rechnungsbeträge wurden immer realitätsferner, schließlich wurden Rechnungen komplett gefälscht, statt lediglich erhöht. Das System war damit zum Schneeballsystem geworden. In der Phase der Aufdeckung des Betruges standen einer realen Auftragslage von 40 Millionen DM Verbindlichkeiten in der Größenordnung von 1,8 Milliarden DM gegenüber. Mitte Juni 1994 meldete die Balsam AG deshalb Konkurs an. Die Procedo war ebenfalls wirtschaftlich am Ende und leitete ein gerichtliches Vergleichsverfahren mit anschließendem Verkauf an die Rewe Gruppe ein. Gleichwohl hatte Schlienkamp noch versucht, die Verluste der Balsam AG in irgendeiner Weise auszugleichen, indem er mit Devisenoptionen handelte, was tatsächlich dazu führte, dass der Schaden der Banken verringert werden konnte.

## Auswirkungen
Die Balsam AG hatte sich von insgesamt 50 Kreditgebern Geld geliehen, die ihre Engagements nahezu vollständig abschreiben mussten. Im Gegensatz zur Jürgen-Schneider-Affäre gab es keine nachhaltige Konkursmasse in Form von Immobilien oder Festgeldkonten, die den Schaden der Banken hätten mindern können. Es war vielmehr mit „Luft“ gehandelt worden. Dazu kam, dass lediglich die Deutsche Bank und die damalige Dresdner Bank an der verbliebenen Konkursmasse partizipierten, denn sie hatten Globalabtretungen zu ihren Gunsten vereinbart. Da die fiktiven Erträge ordnungsgemäß versteuert worden waren, mussten die Gemeinden Steinhagen und Grefrath 1997 zu Unrecht vereinnahmte Gewerbesteuer an den Insolvenzverwalter erstatten.

## Prozess
Die Staatsanwaltschaft führte Ermittlungen wegen des Tatverdachts des Kreditbetrugs, der Urkundenfälschung und der Steuerhinterziehung und klagte die Beschuldigten mit einer 875 Seiten umfassenden Anklageschrift vor dem Landgericht Bielefeld an. Es wurden nahezu 200 Verhandlungstage benötigt, bevor der Prozess nach drei Jahren urteilsreif war. Zwei Vorstände der Balsam AG bekamen Geldstrafen in Höhe von 100.000 DM. Zwei Procedo-Manager erhielten Haftstrafen von 21 und 24 Monaten. Friedel Balsam erhielt eine Freiheitsstrafe von acht Jahren. Schlienkamp, der als einziger Beschuldigter ein Geständnis abgelegt hatte und im Prozess als Kronzeuge der Staatsanwälte gegenüber den anderen Angeklagten aufgetreten war, wurde am 20. September 1999 nach 195 Verhandlungstagen in Abwesenheit zu zehn Jahren Haft verurteilt. Er war am 10. November 1998 geflohen und wurde am 28. März 2000 auf den Philippinen gefasst.

## Bemerkenswertes
- Der Hauptbeschuldigte der Affäre, Schlienkamp, der am 6. Juni 1994 ein Geständnis abgelegt hatte[13][14] und während seiner Untersuchungshaft Freigänger war, erklärte in einem Brief an den Richter seinen bevorstehenden Freitod, woraufhin von ihm jegliche Spur fehlte. Im März 2000 wurde er von Zielfahndern auf den Philippinen aufgespürt. Trotz Heirat mit einer Philippinin wurde er aufgrund einer fehlenden Aufenthaltserlaubnis von dort ausgeliefert.

- Ein ehemaliger Mitarbeiter der Balsam AG erstattete bereits im Dezember 1992 Strafanzeige gegen die Balsam AG, mit detaillierten Unterlagen.[15] Mangels Anfangsverdachts ging die zuständige Staatsanwaltschaft Bielefeld dem erhobenen Vorwurf nicht nach. Nach Wiederholung der Strafanzeige durch den gleichen Antragsteller im Herbst 1993 wurde die zuständige Kriminalpolizei tätig, wobei der zuständige Staatsanwalt Jost Schmiedeskamp erneut nicht tätig wurde.[16] Später entstand der Vorwurf, dass zwischen der Ehefrau Schmiedeskamps und der Lebensgefährtin Balsams persönliche Beziehungen bestanden.[15] Eine Staatshaftungsklage wegen der Verschleppung der Ermittlungen wurde abgewiesen.[17]

- Der durch die zweite Strafanzeige gegen die Firma mit den Ermittlungen betraute Kriminalhauptkommissar K.-H. Wallmeier nahm die Balsam AG ins Visier und stellte dabei auch die Unterlassungen der Staatsanwaltschaft fest. Er entlarvte letztlich den Betrugsfall, wobei er sogar Urlaubstage für seine Recherche opferte.[15]

- Das ZDF-Magazin „Frontal“ berichtete am 31. Mai 1994 in einem siebenminütigen Beitrag über eine Krediterschleichung durch eine Sportanlagenbaufirma aus Ostwestfalen. Ein mit verdecktem Gesicht und abgefälschter Stimme sprechender Insider erklärte, wie der Kreditbetrug funktionierte.[18]

- Der Skandal um die Balsam AG war symptomatisch für eine Mehrzahl von Fällen der 1990er Jahre, die eindeutige Fehlverhalten von Aufsichtsräten gegenüber den Unternehmensvorständen offenbarten. Der Schwachpunkt lag darin, dass völlig unzureichend kontrolliert wurde,[19] obwohl eine effiziente Unternehmensverfassung bestand. Verbesserungsvorschläge aus der Literatur der Wirtschafts- und Rechtswissenschaft richteten sich insbesondere an die Aufsichtsräte und Wirtschaftsprüfer. Gemäß § 124 Abs. 3 AktG waren Abschlussprüfer vom Aufsichtsrat zu bestellen, anstatt vom Vorstand. Die Berichtspflichten gegenüber dem Aufsichtsrat wurden deutlich ausgeweitet.[20]

- Das Konkursverfahren über das Vermögen der Balsam AG wurde 2009 eröffnet und 2014 aufgehoben. Forderungen in Höhe von 1,98 Milliarden DM standen etwa 10 Millionen DM Firmenvermögen gegenüber.[21]

- Die Journalisten Karl-Heinz Steinkühler und Hans-Joachim Block von der Zeitung Neue Westfälische wurden für ihre Aufdeckungen im Balsam-Skandal 1994 mit dem Wächterpreis der deutschen Tagespresse ausgezeichnet.